# Peucaea aestivalis
Peucaea aestivalis là một loài chim trong họ Emberizidae.